# Тантамани
Тантамани (умро 653. године п. н. е.) је био кушитски владар и египатски фараон од 664. до 656. године п. н. е. Последњи је припадник Двадесетпете египатске династије. 

## Биографија
Тантамани је био син египатско-нубијског владара Шабаке. Претходник му је био стриц Тахарка за чије владавине је асирски краљ Асархадон организовао два похода на Египат. Први је завршен неуспехом (674. п. н. е.), а у другом (671. п. н. е.) Асархадон осваја територију Доњег Египта заједно са Мемфисом. Асирци као вазалног владара Доњег Египта постављају Нехоа I који се сматра оснивачем Двадесетшесте египатске династије са центром у граду Саису. Нубијци су, међутим, и даље контролисали југ Египта (Горњи Египат). Тантамани је 664. године п. н. е. преузео власт и покренуо поход ка северу са циљем да Доњи Египат поново подреди нубијској власти. У походу је страдао фараон Нехо. Међутим, нови асирски цар, Асурбанипал, исте године покреће поход на Египат. Тантамани се повлачи ка југу, а његова престоница, Теба, је опљачкана. Пад Тебе означио је крај тзв. Трећег међупериода и почетак позног периода историје Старог Египта. Асирци за вазалног краља постављају Псаметиха I који се убрзо изборио за независност државе од Асираца и Нубијаца. Тантамани га није успео спречити у томе. Године 656. п. н. е. Псаметихова морнарица без отпора осваја Тебу. Тантамани је изгубио власт над Египтом и од тада је владао само Нубијом. Умро је три године касније. Сахрањен је у породичној гробници у Ел-Куру. 